# Nélida Roca
Nélida Roca (nacida Nélida Mercedes Musso; Buenos Aires, 30 de mayo de 1929 - 4 de diciembre de 1999) fue una vedette y actriz de la revista porteña, el clásico vaudeville de Buenos Aires al modo del Lido de París con toques inherentes a la Argentina.

## Biografía

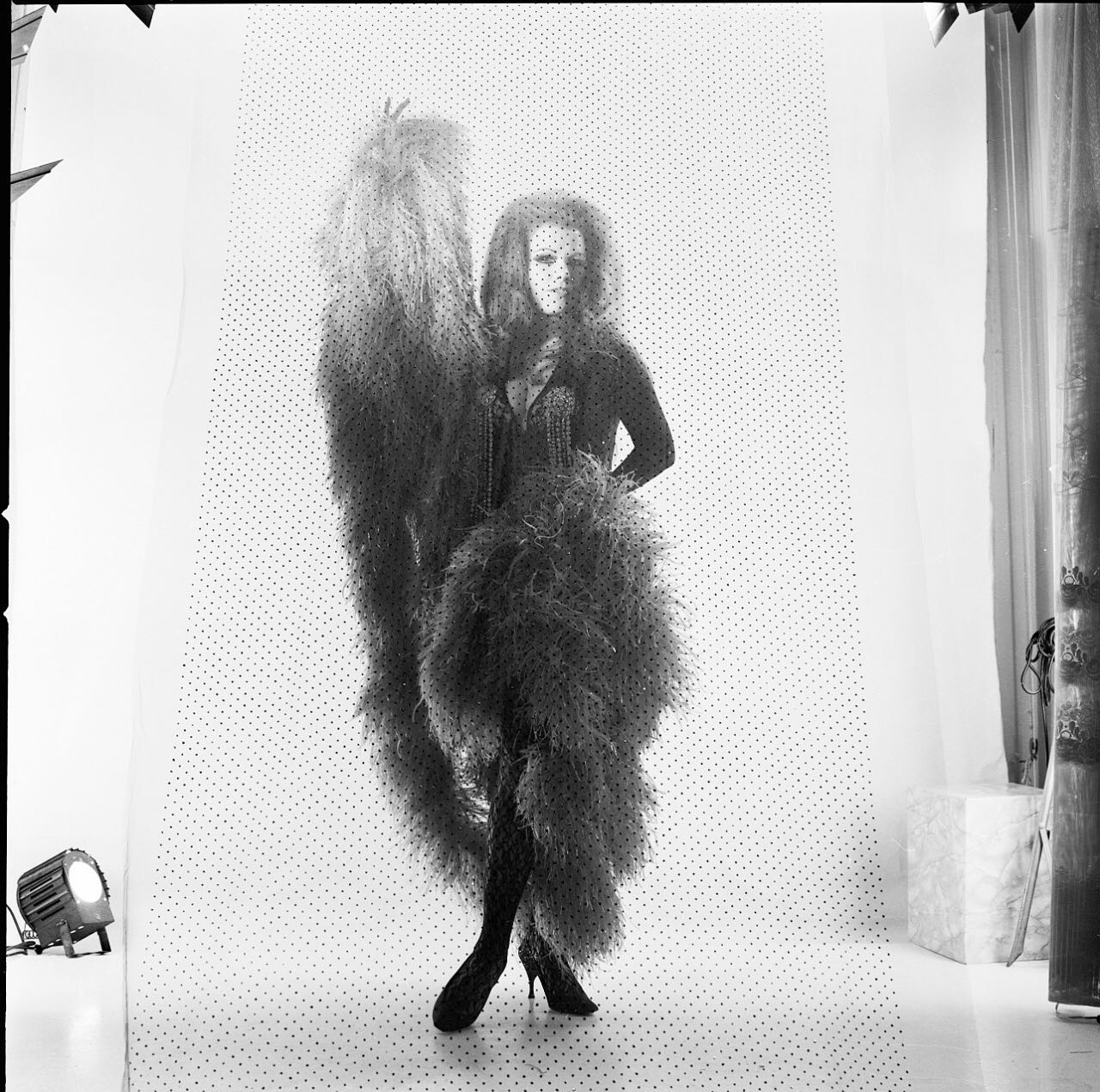
Nélida Roca en 1970.

Ícono de la revista porteña de los años 50, 60 y 70, sus amigos y colegas la llamaban La Roca, los periodistas y su público Venus de la Calle Corrientes.
Desde su niñez quiso ser artista confrontando la oposición de su padre, un italiano de Génova, y de su madre de Galicia, España. La solían apodar en su casa como Pucci por Pulcino (en italiano Pollito).
En pareja con Julio Rivera Roca, pianista de jazz, con su apoyo cumple sus sueños siendo cantante de su orquesta.
En 1948, Luis Cesar Amadori, dueño del Teatro Maipo la descubrió cantando jazz en la Confitería Richmond y le produce el show: El Teatro Maipo cuenta su historia. Con ella como estrella, el precio de las butacas en la 1ª fila se triplicó, y se hace leyenda. Sus revistas junto a Dringue Farías, Adolfo Stray, Jovita Luna y Beba Bidart forman parte del acervo cultural de la ciudad.
Por la década de 1960 fue entrevistada por Pipo Mancera en el programa Sábados Circulares donde habló de su vida de mujer tímida, de su fanatismo por el club River Plate y de como mantenía su figura excluyendo el desayuno y el almuerzo.
Era dueña de un cuerpo escultural en una época en que no existían cirugías estéticas ni siliconas. Según la mitología porteña no hubo vedette que bajara la escalera en la revista con tanto garbo.
El director Pancho Guerrero la convenció para participar en programa Siete y medio por Canal 7, cuyo productor fue Héctor Ricardo García.
Su último espectáculo fue en el invierno de 1974 con La Revista de Oro, junto a Jorge Porcel y Susana Giménez, en el Teatro Astros. En 1981 recibió el Premio Konex - Diploma al Mérito en la disciplina Espectáculos: Vedette.
Al final de su vida padeció de una artritis reumatoidea muy severa que la hizo viajar a Cuba en busca de alivio.
Estuvo casada en 1962 con el cantante italiano Aldo Perricone, y luego con el Dr. Hernán de Lafuente, el primer marido de Amalia Lacroze de Fortabat. En 1974 se casa con Alberto Persico, para luego retirarse del mundo del espectáculo y viajar por Europa a sitios como España e Italia. Muere de un ataque cardíaco en diciembre de 1999, en el Hospital Francés.

## Televisión
- Siete y medio (1969).